# Olympische Sommerspiele 2000/Fußball
Bei den Olympischen Sommerspielen 2000 in der australischen Metropole Sydney wurden zwei Wettbewerbe im Fußball ausgetragen.
Zum zweiten Mal konnte mit Kamerun eine afrikanische Mannschaft bei den Männern gewinnen und zum ersten Mal war dafür ein Elfmeterschießen in einem olympischen Finale notwendig. Nachdem die europäischen Männer vier Jahre zuvor ohne Medaille geblieben waren, konnten die Spanier nach 1992 erneut das Finale erreichen. Allerdings erreichten erstmals nur zwei europäische Mannschaften das Viertelfinale, die dort auch noch aufeinander trafen. Das Endspiel der Männer sahen 104.000 Zuschauer, das ist die höchste Zuschauerzahl eines Finales in der Geschichte der olympischen Fußballturniere.
Die deutsche U-21-Mannschaft konnte sich im Rahmen der U-21-Fußball-Europameisterschaft 2000, die als Qualifikation diente, einmal mehr nicht qualifizieren.

## Spielorte
Spielstätten waren neben dem Sydney Football Stadium, das Hindmarsh Stadium in Adelaide, der Brisbane Cricket Ground, das Canberra Stadium und der Melbourne Cricket Ground. Im eigentlichen Olympiastadion fand lediglich ein Spiel, das Finale des Männerturniers statt.
| Sydney |

| Canberra |

| Brisbane |

| Adelaide |

| Melbourne |

| Sydney |

| Canberra |

| Brisbane |

| Adelaide |

| Melbourne |

## Männerturnier

### Gruppenphase

#### Gruppe A
|                                              |   |          |           |
| 13. September 2000 um 20:00 Uhr in Melbourne |   |          |           |
| Australien                                   | – | Italien  | 0:1 (0:0) |
| 13. September 2000 um 18:30 Uhr in Adelaide  |   |          |           |
| Nigeria                                      | – | Honduras | 3:3 (0:1) |
| 16. September 2000 um 20:00 Uhr in Sydney    |   |          |           |
| Australien                                   | – | Nigeria  | 2:3 (2:2) |
| 16. September 2000 um 18:30 Uhr in Adelaide  |   |          |           |
| Italien                                      | – | Honduras | 3:1 (3:1) |
| 19. September 2000 um 20:00 Uhr in Sydney    |   |          |           |
| Australien                                   | – | Honduras | 1:2 (0:1) |
| 19. September 2000 um 18:30 Uhr in Adelaide  |   |          |           |
| Italien                                      | – | Nigeria  | 1:1 (0:1) |

| Pl. | Land       | Sp. | S | U | N | Tore    | Punkte |
| --- | ---------- | --- | - | - | - | ------- | ------ |
| 1.  | Italien    | 3   | 2 | 1 | 0 | 005:200 | 07     |
| 2.  | Nigeria    | 3   | 1 | 2 | 0 | 007:600 | 05     |
| 3.  | Honduras   | 3   | 1 | 1 | 1 | 006:700 | 04     |
| 4.  | Australien | 3   | 0 | 0 | 3 | 003:600 | 0      |

#### Gruppe B
|                                              |   |         |           |
| 14. September 2000 um 18:30 Uhr in Adelaide  |   |         |           |
| Südkorea                                     | – | Spanien | 0:3 (0:3) |
| 14. September 2000 um 20:00 Uhr in Melbourne |   |         |           |
| Marokko                                      | – | Chile   | 1:4 (0:2) |
| 17. September 2000 um 18:30 Uhr in Adelaide  |   |         |           |
| Südkorea                                     | – | Marokko | 1:0 (0:0) |
| 17. September 2000 um 20:00 Uhr in Melbourne |   |         |           |
| Spanien                                      | – | Chile   | 1:3 (0:2) |
| 20. September 2000 um 18:30 Uhr in Adelaide  |   |         |           |
| Südkorea                                     | – | Chile   | 1:0 (1:0) |
| 20. September 2000 um 20:00 Uhr in Melbourne |   |         |           |
| Spanien                                      | – | Marokko | 2:0 (1:0) |

| Pl. | Land     | Sp. | S | U | N | Tore    | Diff. | Punkte |
| --- | -------- | --- | - | - | - | ------- | ----- | ------ |
| 1.  | Chile    | 3   | 2 | 0 | 1 | 007:300 | +4    | 06     |
| 2.  | Spanien  | 3   | 2 | 0 | 1 | 006:300 | +3    | 06     |
| 3.  | Südkorea | 3   | 2 | 0 | 1 | 002:300 | −1    | 06     |
| 4.  | Marokko  | 3   | 0 | 0 | 3 | 001:700 | −6    | 0      |

#### Gruppe C
|                                              |   |            |           |
| 13. September 2000 um 20:00 Uhr in Canberra  |   |            |           |
| Vereinigte Staaten                           | – | Tschechien | 2:2 (2:1) |
| 13. September 2000 um 19:00 Uhr in Brisbane  |   |            |           |
| Kamerun                                      | – | Kuwait     | 3:2 (1:0) |
| 16. September 2000 um 20:00 Uhr in Canberra  |   |            |           |
| Vereinigte Staaten                           | – | Kamerun    | 1:1 (0:1) |
| 16. September 2000 um 19:00 Uhr in Brisbane  |   |            |           |
| Tschechien                                   | – | Kuwait     | 2:3 (1:0) |
| 19. September 2000 um 20:00 Uhr in Melbourne |   |            |           |
| Vereinigte Staaten                           | – | Kuwait     | 3:1 (1:0) |
| 19. September 2000 um 19:00 Uhr in Brisbane  |   |            |           |
| Tschechien                                   | – | Kamerun    | 1:1 (0:1) |

| Pl. | Land               | Sp. | S | U | N | Tore    | Diff. | Punkte |
| --- | ------------------ | --- | - | - | - | ------- | ----- | ------ |
| 1.  | Vereinigte Staaten | 3   | 1 | 2 | 0 | 006:400 | +2    | 05     |
| 2.  | Kamerun            | 3   | 1 | 2 | 0 | 005:400 | +1    | 05     |
| 3.  | Kuwait             | 3   | 1 | 0 | 2 | 006:800 | −2    | 03     |
| 4.  | Tschechien         | 3   | 0 | 2 | 1 | 005:600 | −1    | 02     |

#### Gruppe D
|                                             |   |           |           |
| 14. September 2000 um 19:00 Uhr in Brisbane |   |           |           |
| Brasilien                                   | – | Slowakei  | 3:1 (1:1) |
| 14. September 2000 um 20:00 Uhr in Canberra |   |           |           |
| Südafrika                                   | – | Japan     | 1:2 (1:1) |
| 17. September 2000 um 19:00 Uhr in Brisbane |   |           |           |
| Brasilien                                   | – | Südafrika | 1:3 (1:1) |
| 17. September 2000 um 20:00 Uhr in Canberra |   |           |           |
| Slowakei                                    | – | Japan     | 1:2 (0:0) |
| 20. September 2000 um 19:00 Uhr in Brisbane |   |           |           |
| Brasilien                                   | – | Japan     | 1:0 (1:0) |
| 20. September 2000 um 20:00 Uhr in Canberra |   |           |           |
| Slowakei                                    | – | Südafrika | 2:1 (0:0) |

| Pl. | Land      | Sp. | S | U | N | Tore    | Diff. | Punkte |
| --- | --------- | --- | - | - | - | ------- | ----- | ------ |
| 1.  | Brasilien | 3   | 2 | 0 | 1 | 005:400 | +1    | 06     |
| 2.  | Japan     | 3   | 2 | 0 | 1 | 004:300 | +1    | 06     |
| 3.  | Südafrika | 3   | 1 | 0 | 2 | 005:500 | ±0    | 03     |
| 4.  | Slowakei  | 3   | 1 | 0 | 2 | 004:600 | −2    | 03     |

### Viertelfinale
|                                              |   |         |                                 |
| 23. September 2000 um 20:00 Uhr in Sydney    |   |         |                                 |
| Italien                                      | – | Spanien | 0:1 (0:0)                       |
| 23. September 2000 um 20:00 Uhr in Melbourne |   |         |                                 |
| Chile                                        | – | Nigeria | 4:1 (3:0)                       |
| 23. September 2000 um 18:30 Uhr in Adelaide  |   |         |                                 |
| Vereinigte Staaten                           | – | Japan   | 2:2 n. V. (2:2, 0:1), 5:4 i. E. |
| 23. September 2000 um 19:00 Uhr in Brisbane  |   |         |                                 |
| Brasilien                                    | – | Kamerun | 1:2 n. GG. (1:1, 0:1)           |

### Halbfinale
|                                              |   |                    |           |
| 26. September 2000 um 20:00 Uhr in Sydney    |   |                    |           |
| Spanien                                      | – | Vereinigte Staaten | 3:1 (2:1) |
| 26. September 2000 um 20:00 Uhr in Melbourne |   |                    |           |
| Chile                                        | – | Kamerun            | 1:2 (0:0) |

### Spiel um Bronze
|                                           |   |       |           |
| 29. September 2000 um 20:00 Uhr in Sydney |   |       |           |
| Vereinigte Staaten                        | – | Chile | 0:2 (0:0) |

### Finale
| Spanien                                                       | Spanien | Kamerun | Kamerun | Aufstellung                       |
| ------------------------------------------------------------- | --- | --- | ------- | --------------------------------- |
| Spanien                                                       | \| Finale \| \| 20. September 2000 um 12:00 Uhr in Sydney (Stadium Australia) \| \| Ergebnis: 2:2 n. V. (2:2, 1:0), 3:5 i. E \| \| Zuschauer: 104.098 \| \| Schiedsrichter: Felipe Ramos ( Mexiko) \|                                            | \| Finale \| \| 20. September 2000 um 12:00 Uhr in Sydney (Stadium Australia) \| \| Ergebnis: 2:2 n. V. (2:2, 1:0), 3:5 i. E \| \| Zuschauer: 104.098 \| \| Schiedsrichter: Felipe Ramos ( Mexiko) \|                                                  | Kamerun | Aufstellung Spanien gegen Kamerun |
| Spanien                                                       | Daniel Aranzubia – Jesús María Lacruz, Iván Amaya, Carlos Marchena, Carles Puyol – Toni Velamazán (26. Gabri), David Albelda, Xavi, Miguel Ángel Angulo (75. Joan Capdevila) – Raúl Tamudo (49. Jordi Ferrón), José Mari Cheftrainer: Iñaki Sáez | Carlos Kameni – Aaron Nguimbat (46. Daniel Ngom Kome), Serge Mimpo, Patrice Abanda, Serge Branco (90.+1' Patrick Suffo) – Geremi, Lauren, Nicolas Alnoudji (111. Joël Epalle), Pierre Womé – Samuel Eto’o, Patrick M’Boma Cheftrainer: Jean-Paul Akono | Kamerun | Aufstellung Spanien gegen Kamerun |
| Spanien                                                       | 1:0 Xavi (2.) 2:0 Gabri (45.+2') | 2:1 Amaya (53., Eigentor) 2:2 Eto’o (58.) | Kamerun | Aufstellung Spanien gegen Kamerun |
| Spanien                                                       | Elfmeterschießen | | Kamerun | Aufstellung Spanien gegen Kamerun |
| Spanien                                                       | 1:1 Xavi 2:2 Capdevila Amaya trifft die Latte 3:4 Albelda | 0:1 M’Boma 1:2 Eto’o 2:3 Geremi 2:4 Lauren 3:5 Womé | Kamerun | Aufstellung Spanien gegen Kamerun |
| Spanien                                                       | Albelda (19.), Mari (55.), Aranzubia (90.+1') | Abanda (25.) | Kamerun | Aufstellung Spanien gegen Kamerun |
| Spanien                                                       | Mari (90.+1') | | Kamerun | Aufstellung Spanien gegen Kamerun |
| Spanien                                                       | Gabri (70.) | | Kamerun | Aufstellung Spanien gegen Kamerun |
| Finale                                                        | | |         |                                   |
| 20. September 2000 um 12:00 Uhr in Sydney (Stadium Australia) | | |         |                                   |
| Ergebnis: 2:2 n. V. (2:2, 1:0), 3:5 i. E                      | | |         |                                   |
| Zuschauer: 104.098                                            | | |         |                                   |
| Schiedsrichter: Felipe Ramos ( Mexiko)                        | | |         |                                   |

### Medaillenränge
| Rang           | Medaillengewinner |
| -------------- | --- |
| Gold Kamerun   | Patrice Abanda, Nicolas Alnoudji, Modeste M’Bami, Clément Beaud, Daniel Bekono (TW), Serge Branco, Patrick M’Boma, Joël Epalle, Samuel Eto’o, Carlos Kameni (TW), Daniel Ngom Kome, Lauren Etame Mayer, Serge Mimpo, Geremi Njitap, Aaron Nguimbat, Patrick Suffo, Pierre Womé, Albert Meyong Zé Trainer: Jean-Paul Akono                                                 |
| Silber Spanien | Iván Amaya, David Albelda, Miguel Ángel Angulo, Daniel Aranzubia (TW), Joan Capdevila, Jordi Ferrón, Gabri, Jesús María Lacruz, Albert Luque, Carlos Marchena, José Mari, Felip Ortiz (TW), Carles Puyol, Ismael Ruiz, Raúl Tamudo, Toni Velamazán, Unai Vergara, Xavi Trainer: Iñaki Sáez                                                                                |
| Bronze Chile   | Cristián Álvarez, Francisco Arrué, Pablo Contreras, Sebastián González, Javier di Gregorio (TW), David Henríquez, Manuel Ibarra, Claudio Maldonado, Reinaldo Navia, Rodrigo Núñez, Rafael Olarra, Patricio Ormazábal, David Pizarro, Pedro Reyes, Mauricio Rojas, Héctor Tapia, Nelson Tapia (TW), Rodrigo Tello, Iván Zamorano Trainer: Nelson Acosta ( Uruguay / Chile) |

### Beste Torschützen
| Rang | Spieler            | Tore |
| ---- | ------------------ | ---- |
| 1    | Iván Zamorano      | 6    |
| 2    | David Suazo        | 4    |
|      | Reinaldo Navia     | 4    |
|      | Patrick M’Boma     | 4    |
| 5    | Gabri              | 3    |
|      | Victor Agali       | 3    |
|      | Naohiro Takahara   | 3    |
|      | José Mari          | 3    |
|      | Peter Vagenas      | 3    |
|      | Lauren Etame Mayer | 3    |

## Frauenturnier
Zum Zweiten Mal nach den olympischen Spielen 1996 in Atlanta fand ein olympisches Frauen-Fußballturnier statt. Im Unterschied zum Männerturnier waren die jeweiligen Frauenfußball-Nationalmannschaften startberechtigt, die Spielerinnen mussten aber mindestens 16 Jahre alt sein.
Die Spiele wurden in drei Stadien ausgetragen. Neben dem Sydney Football Stadium, in dem auch das Endspiel ausgetragen wurde, im Canberra Stadium und im Melbourne Cricket Ground.
Die Gruppenspiele wurden, wie vor vier Jahren wieder im Rahmen von Doppelveranstaltungen mit dem Turnier der Männer ausgetragen. Die beiden Finalspiele des Frauenturniers fanden ebenfalls in einer Doppelveranstaltung statt.
Die wieder als Mitfavorit angereisten Europameisterinnen aus Deutschland gewannen erstmals die Bronzemedaille. Den Norwegerinnen gelang nach Bronze 1996 nun der Gewinn der Goldmedaille gegen Titelverteidiger USA.

### Gruppenphase

#### Gruppe E
|                                              |   |             |           |
| 13. September 2000 um 17:00 Uhr in Canberra  |   |             |           |
| Australien                                   | – | Deutschland | 0:3 (0:1) |
| 13. September 2000 um 17:00 Uhr in Melbourne |   |             |           |
| Schweden                                     | – | Brasilien   | 0:2 (0:1) |
| 16. September 2000 um 17:30 Uhr in Sydney    |   |             |           |
| Australien                                   | – | Schweden    | 1:1 (0:0) |
| 16. September 2000 um 17:30 Uhr in Canberra  |   |             |           |
| Deutschland                                  | – | Brasilien   | 2:1 (2:0) |
| 19. September 2000 um 17:30 Uhr in Sydney    |   |             |           |
| Australien                                   | – | Brasilien   | 1:2 (1:0) |
| 19. September 2000 um 17:30 Uhr in Melbourne |   |             |           |
| Deutschland                                  | – | Schweden    | 1:0 (0:0) |

| Pl. | Land        | Sp. | S | U | N | Tore    | Diff. | Punkte |
| --- | ----------- | --- | - | - | - | ------- | ----- | ------ |
| 1.  | Deutschland | 3   | 3 | 0 | 0 | 006:100 | +5    | 09     |
| 2.  | Brasilien   | 3   | 2 | 0 | 1 | 005:300 | +2    | 06     |
| 3.  | Schweden    | 3   | 0 | 1 | 2 | 001:400 | −3    | 01     |
| 4.  | Australien  | 3   | 0 | 1 | 2 | 002:600 | −4    | 01     |

#### Gruppe F
|                                              |   |          |           |
| 14. September 2000 um 17:30 Uhr in Melbourne |   |          |           |
| Vereinigte Staaten                           | – | Norwegen | 2:0 (2:0) |
| 14. September 2000 um 17:30 Uhr in Canberra  |   |          |           |
| China                                        | – | Nigeria  | 3:1 (2:0) |
| 17. September 2000 um 17:30 Uhr in Melbourne |   |          |           |
| Vereinigte Staaten                           | – | China    | 1:1 (1:0) |
| 17. September 2000 um 17:30 Uhr in Canberra  |   |          |           |
| Norwegen                                     | – | Nigeria  | 3:1 (1:0) |
| 20. September 2000 um 17:30 Uhr in Melbourne |   |          |           |
| Vereinigte Staaten                           | – | Nigeria  | 3:1 (2:0) |
| 20. September 2000 um 17:30 Uhr in Canberra  |   |          |           |
| Norwegen                                     | – | China    | 2:1 (0:0) |

| Pl. | Land               | Sp. | S | U | N | Tore    | Diff. | Punkte |
| --- | ------------------ | --- | - | - | - | ------- | ----- | ------ |
| 1.  | Vereinigte Staaten | 3   | 2 | 1 | 0 | 006:200 | +4    | 07     |
| 2.  | Norwegen           | 3   | 2 | 0 | 1 | 005:400 | +1    | 06     |
| 3.  | China              | 3   | 1 | 1 | 1 | 005:400 | +1    | 04     |
| 4.  | Nigeria            | 3   | 0 | 0 | 3 | 003:900 | −6    | 0      |

### Halbfinale
|                                             |   |           |           |
| 24. September 2000 um 17:30 Uhr in Sydney   |   |           |           |
| Deutschland                                 | – | Norwegen  | 0:1 (0:0) |
| 24. September 2000 um 17:30 Uhr in Canberra |   |           |           |
| Vereinigte Staaten                          | – | Brasilien | 1:0 (0:0) |

### Spiel um Bronze
|                                           |   |           |           |
| 28. September 2000 um 17:00 Uhr in Sydney |   |           |           |
| Deutschland                               | – | Brasilien | 2:0 (0:0) |

### Finale
| Paarung            | Norwegen – Vereinigte Staaten |
| Ergebnis           | 3:2 n. GG. (2:2, 1:1) |
| Datum              | 28. September 2000 |
| Stadion            | Sydney Football Stadium, Sydney |
| Zuschauer          | 22.848 |
| Schiedsrichterin   | Sonia Denoncourt ( Kanada) |
| Tore               | 0:1 Tiffeny Milbrett (5.), 1:1 Gro Espeseth (44.), 2:1 Ragnhild Gulbrandsen (77.), 2:2 Tiffeny Milbrett (90.+2'), 3:2 Dagny Mellgren (102., Golden Goal) |
| Norwegen           | Bente Nordby – Brit Sandaune, Gøril Kringen, Gro Espeseth, Silje Jørgensen – Hege Riise, Solveig Gulbrandsen (34. Unni Lehn), Monica Knudsen (91. Christine Bøe Jensen), Margunn Haugenes – Marianne Pettersen (83. Dagny Mellgren), Ragnhild Gulbrandsen Cheftrainer: Per-Mathias Høgmo |
| Vereinigte Staaten | Siri Mullinix – Christie Rampone, Brandi Chastain, Joy Fawcett, Kate Markgraf – Lorrie Fair, Shannon MacMillan (69. Cindy Parlow), Julie Foudy, Kristine Lilly – Mia Hamm, Tiffeny Milbrett Cheftrainerin: April Heinrichs                                                               |
| Gelbe Karten       | Espeseth, Lehn, Kringen – keine |

### Schiedsrichterinnen
Hauptschiedsrichterinnen:
- Im Eun-ju
- Bola Abidoye
- Sonia Denoncourt
- Sandra Hunt
- Martha Toro
- Tammy Ogston
- Vibeke Karlsen
- Nicole Petignat
- Wendy Toms

Schiedsrichterassistentinnen:
- Hisae Yoshizawa
- Comfort Cofie
- Jackeline Sáez Blanquice
- Ana Isabel Pérez Assante
- Cleidy Mary Nunes Ribeiro
- Lynn Fox
- Sanna Luhtanen
- Marie-Louise Svanström

### Medaillenränge
| Rang                      | Medaillengewinnerinnen |
| ------------------------- | --- |
| Gold Norwegen             | Kristin Bekkevold, Gro Espeseth, Ragnhild Gulbrandsen, Solveig Gulbrandsen, Margunn Haugenes, Ingeborg Hovland (TW), Christine Bøe Jensen, Astrid Johannessen (TW), Silje Jørgensen, Gøril Kringen, Monica Knudsen, Bente Kvitland, Unni Lehn, Dagny Mellgren, Bente Nordby (TW), Anne Bugge-Paulsen, Marianne Pettersen, Anita Rapp, Hege Riise, Brit Sandaune, Anne Tønnessen, Kjersti Thun Trainer: Per-Mathias Høgmo  |
| Silber Vereinigte Staaten | Jenni Branam (TW), Susan Bush, Brandi Chastain, Lorrie Fair, Joy Fawcett, Julie Foudy, Michelle French, Mia Hamm, Kristine Lilly, Shannon MacMillan, Kate Markgraf, Tiffeny Milbrett, Siri Mullinix (TW), Carla Overbeck, Cindy Parlow, Christie Rampone, Briana Scurry (TW), Nikki Serlenga, Danielle Slaton, Aly Wagner, Christie Welsh, Sara Whalen Trainerin: April Heinrichs                                         |
| Bronze Deutschland        | Nadine Angerer (TW), Nicole Brandebusemeyer, Doris Fitschen, Inka Grings, Jeannette Götte, Stefanie Gottschlich, Ariane Hingst, Melanie Hoffmann, Steffi Jones, Renate Lingor, Maren Meinert, Sandra Minnert, Claudia Müller, Martina Müller, Birgit Prinz, Silke Rottenberg (TW), Andrea Schaller (TW), Kerstin Stegemann, Sandra Smisek, Pia Wunderlich, Bettina Wiegmann, Tina Wunderlich Trainerin: Tina Theune-Meyer |

### Beste Torschützinnen
| Rang | Spieler            | Tore |
| ---- | ------------------ | ---- |
| 1    | Sun Wen            | 4    |
| 2    | Birgit Prinz       | 3    |
|      | Tiffeny Milbrett   | 3    |
| 4    | Raquel             | 2    |
|      | Mercy Akide        | 2    |
|      | Renate Lingor      | 2    |
|      | Kátia              | 2    |
|      | Dagny Mellgren     | 2    |
|      | Marianne Pettersen | 2    |
|      | Mia Hamm           | 2    |
| 11   | Inka Grings        | 1    |
|      | Ariane Hingst      | 1    |
|      | Bettina Wiegmann   | 1    |